# Syrphoctonus teres
Syrphoctonus teres là một loài tò vò trong họ Ichneumonidae.